# 安托法加斯塔省

安托法加斯塔省是智利的54個省份之一，位於該國北部，由安托法加斯塔大區負責管轄，首府設於安托法加斯塔，面積67,794平方公里，2002年人口318,779，人口密度每平方公里4.7人。

## 外部連結
- （西班牙文） Government of Antofagasta （页面存档备份，存于）